# Landesantidiskriminierungsgesetz
Das Landesantidiskriminierungsgesetz (LADG) ist ein Berliner Landesgesetz, das Diskriminierungen im Rahmen öffentlich-rechtlichen Handelns untersagt. Das „Ziel des Gesetzes ist die tatsächliche Herstellung und Durchsetzung von Chancengleichheit, die Verhinderung und Beseitigung jeder Form von Diskriminierung sowie die Förderung einer Kultur der Wertschätzung von Vielfalt“ (§ 1 LADG). Zur Verwirklichung dieses Zieles erhalten Personen Rechtsansprüche gegen das Land Berlin, wenn öffentliche Stellen im Rahmen deren öffentlich-rechtlichen Handelns ihnen gegenüber gegen die gesetzlichen Diskriminierungsverbote des § 2 LADG verstoßen. Zur Durchsetzung der Ansprüche hilft die für diesen Zweck eingerichtete Ombudsstelle. Neben dem Schutz Einzelner vor Diskriminierung soll durch entsprechende Unterstützungsangebote eine Kultur der Anerkennung und Wertschätzung gesellschaftlicher Vielfalt sowie eine Politik der Chancengleichheit gefördert werden. Das LADG trat am 21. Juni 2020 in Kraft. Es ist das erste Antidiskriminierungsgesetz auf Landesebene in Deutschland.

## Allgemein
Das LADG dient dem Schutz vor Diskriminierung im Rahmen öffentlich-rechtlichen Handelns des Landes Berlin. Das Allgemeine Gleichbehandlungsgesetz (AGG), ein Bundesgesetz, findet seine Anwendung dagegen im Arbeitsleben und bestimmten Teilen des Privatrechtsverkehrs. Die Entstehung des AGG geht auf vier europäische Richtlinien zurück. Diese Richtlinien enthalten Instrumentarien zur Durchsetzung der Diskriminierungsverbote für Personen in öffentlichen sowie in privaten Bereichen gleichermaßen. Diese Richtlinien wurden somit in Deutschland bisher nicht vollständig umgesetzt und das Antidiskriminierungsrecht hatte im öffentlichen Bereich eine Schutzlücke zu verzeichnen. Diese Lücke wurde mit dem LADG nun zumindest auf Landesebene geschlossen. Die Vorgaben des Art. 3 GG sowie der europäischen Richtlinien findet im LADG seine einfachgesetzliche Ausgestaltung. Wenn öffentliche Stellen durch ihr Handeln Bürgerinnen und Bürger diskriminieren, können diese daraus resultierende Schadensersatz- oder Entschädigungsansprüche geltend machen. Die Schadensersatzzahlungen hat in dem Fall das Land Berlin zu leisten. Das LADG findet keine Anwendung auf die öffentlich-rechtlichen Dienstverhältnisse und die privatrechtlich ausgestalteten Beschäftigungsverhältnisse der Angestellten im öffentlichen Dienst.

## Anwendungsbereich

### Diskriminierungsmerkmale
Das LADG verbietet Benachteiligungen, soweit sie an eines oder mehrere der im Gesetz genannten Diskriminierungsgründe anknüpfen (§ 2 LADG):
- Geschlecht
- ethnische Herkunft
- rassistische Zuschreibung
- antisemitische Zuschreibung
- Religion
- Weltanschauung
- Behinderung
- chronische Erkrankung
- Lebensalter
- Sprache
- sexuelle Identität
- geschlechtliche Identität
- sozialer Status

Im Vergleich zum AGG enthält das LADG einen erweiterten Katalog an Diskriminierungsmerkmalen. Ausdrücklich erwähnt werden im LADG auch Diskriminierungen aufgrund der geschlechtlichen Identität, einer chronischen Erkrankung, der Sprache und des sozialen Status. Das Merkmal des sozialen Status nimmt damit Verhältnisse der sozialen Ungleichheit und die damit verbundene Diskriminierungsform des Klassismus in den Blick. Um Rassismus zu erfassen, verwendet das LADG bewusst den Begriff der rassistischen Zuschreibung anstatt des wissenschaftlich überholten Begriffs der „Rasse“. Diskriminierung wird nicht immer eindimensional, also nicht exklusiv auf einen „Grund“ bezogen, sondern in komplexen Formen (additiv, verschränkt) erlebt. Die im LADG vorgenommene Verbindung der Kategorien des § 2 mit einem „sowie“ (statt mit einem „oder“ wie z. B. in § 1 AGG oder Artikel 10 Absatz 2 VvB) soll für die Mehrdimensionalität von Diskriminierungen sensibilisieren.

### Geltungsbereich
Auf sachlicher Ebene gilt das LADG für öffentlich-rechtliches Handeln des Landes Berlin (§ 3 LADG), also für alle öffentlichen Stellen:
- die Verwaltung
- landesunmittelbare öffentlich-rechtlich Körperschaften, Anstalten und Stiftungen
- den Rechnungshof von Berlin
- Berliner Beauftragte für Datenschutz und Informationsfreiheit
- Gerichte (soweit sie Verwaltungsaufgaben wahrnehmen)
- Behörden der Staatsanwaltschaft des Landes Berlin (soweit sie Verwaltungsaufgaben wahrnehmen)
- den Verfassungsgerichtshof (soweit es Verwaltungsaufgaben wahrnimmt)
- das Abgeordnetenhaus von Berlin (soweit es Verwaltungsaufgaben wahrnimmt)

Davon umfasst sind unter anderem Schulen und Hochschulen, die Polizei, Bürgerämter oder auch die BVG.

## Formen der Benachteiligung
Im 2. Abschnitt des Gesetzes sind die Formen der Diskriminierung geregelt (§ 4, 5 LADG).
Danach ist zu unterscheiden zwischen:
- unmittelbarer Diskriminierung (§ 4 Abs. 1 LADG): Eine Person erfährt eine weniger günstige Behandlung als eine andere Person in einer vergleichbaren Situation erfährt, erfahren hat oder erfahren würde
- mittelbarer Diskriminierung (§ 4 Abs. 2 LADG): Benachteiligung durch dem Anschein nach neutralen Vorschriften, Kriterien oder Verfahren, die sich faktisch diskriminierend auswirken
- Belästigung (§ 4 Abs. 3 LADG): bezweckte oder bewirkte Verletzung der Würde einer Person, insbesondere bei Einschüchterungen, Anfeindungen, Erniedrigungen, Entwürdigungen oder Beleidigungen
- sexueller Belästigung (§ 4 Abs. 4 LADG): bezweckte oder bewirkte Verletzung der Würde einer Person insbesondere durch unerwünschten Körperkontakt, unerwünschte Bemerkungen sexuellen Inhalts, das Zeigen pornographischer Darstellungen und Aufforderungen zu sexuellen Handlungen
- Maßregelungsverbot (§ 4 Abs. 5 LADG): die Anweisung zu einer Diskriminierung oder Benachteiligung, weil Personen ihre Rechte nach dem LADG in Anspruch nehmen

Eine Diskriminierung kann gerechtfertigt sein, wenn sie aufgrund eines hinreichenden sachlichen Grundes erfolgt (§ 5 Abs. 1 LADG). Eine Ungleichbehandlung ist auch dann gerechtfertigt, wenn sie aufgrund einer „affirmative action“ bzw. sog. positiver Maßnahmen erfolgt (§ 5 Abs. 2 LADG).

## Rechtsschutz und Verbandsklage
Wurde gegen das Diskriminierungs- oder gegen das Maßregelungsverbot verstoßen, können die Betroffenen Ansprüche auf Schadensersatz oder Entschädigung gegenüber der öffentlichen Stelle geltend machen, der die Diskriminierung zuzuordnen ist. Wenn diese Stelle die Ansprüche zurückweist, kann Klage erhoben werden. Für die Ansprüche ist der ordentliche Rechtsweg gegeben (§ 8 LADG).
Es gilt der Vorrang des Primärrechtsschutzes, d. h., dass vor der Klage auf Erhebung von Schadensersatz alle vorrangigen Rechtsbehelfe, wie Widerspruch bei der Behörde und Klage vor dem Verwaltungsgericht ausgeschöpft sein müssen. Das gilt aber nur dann, wenn dadurch überhaupt noch ein Schaden abgewendet werden kann. Für die gerichtliche Geltendmachung gilt eine Verjährungsfrist von einem Jahr ab Ende des Jahres, in dem die Diskriminierung stattgefunden hat.
Der Nachweis von diskriminierendem Verhalten wird im LADG durch eine Vermutungsregelung erleichtert (§ 7 LADG). Diese bestimmt sich nach europarechtlichen Vorgaben und ermöglicht es Betroffenen, ihre Rechtsposition leichter durchzusetzen. Danach genügt es, aber es ist auch erforderlich, wenn die diskriminierte Person im Prozess Tatsachen glaubhaft macht, die das Vorliegen eines Verstoßes gegen das Diskriminierungs- oder Maßregelungsverbot überwiegend wahrscheinlich machen. Das heißt, das Vorliegen einer Diskriminierung oder Maßregelung muss nach richterlicher Überzeugung wahrscheinlicher sein als das Nichtvorliegen. Sofern dies der Fall ist, obliegt es der öffentliche Stelle zu beweisen, dass keine Diskriminierung vorliegt (Umkehrung der Beweislast). Diese Regelung hat den Zweck, das Handeln der Verwaltung nachvollziehbarer und transparenter zu gestalten.
Das LADG enthält zudem weitere Rechtsschutzmöglichkeiten. Mit § 9 LADG ist ein Verbandsklagerecht eingeführt worden. Verbände können sich auf Antrag als verbandsklageberechtige Antidiskriminierungsverbände anerkennen lassen. Dabei ist zwischen der strukturbezogenen Verbandsklage und der einzelfallbezogenen Verbandsklage zu unterscheiden.
Bei der strukturbezogenen Verbandsklage (§ 9 Abs. 1, 2 LADG) kann der Verband bei struktureller und institutioneller Diskriminierung Klage erheben und die Diskriminierung feststellen lassen. Eine individuelle Betroffenheit einer konkreten Person ist nicht erforderlich. Diese Verbandsklage zielt darauf ab, diskriminierendes Verwaltungshandeln dauerhaft zu unterbinden. Gegenstand einer strukturbezogenen Verbandsklage kann ein Schadensersatzanspruch nicht sein.
Daneben besteht durch die einzelfallbezogene bzw. prozessstandschaftliche Verbandsklage (§ 9 Abs. 3 LADG) die Möglichkeit, dass der Antidiskriminierungsverband das Recht einer diskriminierten oder gemaßregelten Person im eigenen Namen geltend macht. So können Individuen ihre Prozessführungsbefugnisse auf anerkannte Antidiskriminierungsverbände (§ 10 LADG) übertragen. Dies dient der rechtlichen Unterstützung der Betroffenen. Die einzelfallbezogene Verbandsklage stellt eine bedeutsame Entlastung für die Betroffenen dar, da sie die Prozessführungsbefugnis einem mit Expertise und Erfahrung im Diskriminierungsschutz ausgestatteten Verband überträgt.
Zur Anerkennung als verbandsklageberechtigter Antidiskriminierungsverband gemäß § 10 LADG ist ein Antrag bei der Senatsverwaltung für Justiz, Verbraucherschutz und Antidiskriminierung zu stellen.
Antragsberechtigt sind Personenzusammenschlüsse, die nicht gewerbsmäßig handeln und nicht nur vorübergehend die besonderen Interessen von Personen wahrnehmen, die Nachteile wegen eines oder mehrerer der in § 2 LADG genannten Gründe erfahren. Für eine erfolgreiche Anerkennung müssen zudem folgende Anforderungen erfüllt sein:
1. der Sitz muss in Berlin sein und ihr satzungsgemäßer Tätigkeitsbereich das Gebiet des Landes Berlin umfassen
2. zum Zeitpunkt der Anerkennung muss der Verein mindestens fünf Jahre bestehen und in diesem Zeitraum im Sinne von § 1 AGG oder § 1, 2 LADG tätig gewesen sein
3. sie tragen aufgrund ihrer bisherigen Tätigkeit die Gewähr für eine sachgerechte Aufgabenerfüllung
4. sie erfüllen die Kriterien für eine Gemeinnützigkeit

Eine Anerkennung als Dachverband ist möglich, wenn sich mindestens sieben Antidiskriminierungsverbände zusammenschließen. Der Dachverband muss die Anforderungen des § 10 Abs. 1 S. 2 Nr. 1, 3 und 4 LADG erfüllen.
Bisher anerkannte Verbände sind:
- Gesellschaft für Freiheitsrechte
- Flüchtlingsrat Berlin
- Büro zur Umsetzung von Gleichbehandlung (BUG)
- Türkischer Bund Berlin-Brandenburg
- Landesvereinigung Selbsthilfe

## Leitprinzip für die öffentliche Verwaltung
§ 11 LADG enthält die Festlegung eines Leitprinzips für die öffentliche Verwaltung, nämlich die Verhinderung und Beseitigung jeder Form von Diskriminierung und die Förderung einer Kultur der Wertschätzung und Vielfalt.
Bei Überprüfungen der Organisations- und Geschäftsprozesse der Verwaltung, soll auch eine Untersuchung auf strukturelle Diskriminierungsgefährdungen beinhaltet sein. Wenn Diskriminierungsgefährdungen identifiziert werden, sollen Gegenmaßnahmen ergriffen werden. Führungskräfte haben eine besondere Verantwortung, die Kultur der Wertschätzung und Vielfalt zu fördern und gegen Diskriminierungen vorzugehen. Fort- und Weiterbildungen zum Erwerb von Diversity-Kompetenz sollen durchgeführt werden. Für Führungskräfte sind Diversity-Schulungen verpflichtend.

## Ombudsstelle
Die Rechtsgrundlage der LADG-Ombudsstelle der Landesstelle für Gleichbehandlung – gegen Diskriminierung (LADS) ergibt sich aus § 14 LADG. Sie ist eingegliedert in die Senatsverwaltung für Justiz, Verbraucherschutz und Antidiskriminierung. Dennoch arbeitet sie fachlich weisungsunabhängig. Geleitet wird diese von der Volljuristin Dr. Doris Liebscher. Die Ombudsstelle unterstützt und berät Personen, die sich an sie wenden kostenfrei bei der Durchsetzung ihrer Rechte nach dem LADG. Sie kann auf eine gütliche Streitbeilegung mit der Verwaltung oder Einrichtung des Landes Berlin, durch die sich Personen diskriminiert fühlen, hinwirken. Diese öffentlichen Stellen sind verpflichtet, die Ombudsstelle bei der Erfüllung ihrer Aufgaben zu unterstützen, zum Beispiel durch Zugang zu Informationen, durch Stellungnahmen oder Einsicht in Akten zu gewähren. Darüber hinaus ist die Ombudsstelle dazu befugt, jederzeit Sachverständige hinzuzuziehen, Gutachten einzuholen, Beschwerden weiter zu vermitteln und Handlungsempfehlungen auszusprechen. Die Ombudsstelle behandelt alle Beschwerden vertraulich. Sie darf personenbezogene Daten nur verarbeiten, soweit dies für die Erfüllung ihrer Aufgaben erforderlich ist. Stellt die Ombudsstelle nach hinreichender Aufklärung des Sachverhalts und nach erfolglosem Versuch einer gütlichen Streitbeilegung eine Diskriminierung nach dem LADG fest, ist sie berechtigt, diese gegenüber der öffentlichen Stelle zu beanstanden und sie zur Abhilfe aufzufordern.

## Rechtsprechung
Im April 2024 wurde erstmalig die Polizei Berlin wegen einer Diskriminierung vom Amtsgericht Berlin-Mitte verurteilt. Es handelte sich um rassistisches Verhalten bei einer Verkehrskontrolle.

## Diskussion
Trotz der Umsetzung einiger EU-Richtlinien gegen Diskriminierung durch das Allgemeinen Gleichbehandlungsgesetz (AGG), bestehen auf Bundes- und Landesebene immer noch Schutzlücken, insbesondere im öffentlichen Bereich. Auch die im Berliner Landesrecht verankerte Regelungen gegen Diskriminierung, z. B. das Landesgleichstellungsgesetz (LGG) oder das Landesgleichberechtigungsgesetz (LGBG), bieten keinen umfassenden und wirksamen Schutz vor Diskriminierungen im Falle öffentlich-rechtlichen Handelns. Daher wurde ein Gesetzesentwurf erarbeitet, der ein Diskriminierungsverbot im Rahmen öffentlich-rechtlichen Handelns des Landes Berlin vorsieht, einen verbesserten Zugang zu Instrumenten des Diskriminierungsschutzes schafft sowie die Förderung einer Kultur der Wertschätzung von Vielfalt als Leitprinzip verankert.
Die Einführung des Landesantidiskriminierungsgesetzes (LADG) in Berlin war sehr umstritten. Aus Sicht von Verbänden aus der Antidiskriminierungsarbeit schließt das Gesetz eine wichtige Schutzlücke, da der rechtliche Diskriminierungsschutz bislang auf die Bereiche Arbeit und Dienstleistungen unter Anwendung des Allgemeines Gleichbehandlungsgesetzes (AGG) begrenzt war. Das LADG schützt darüber hinaus nun zusätzlich vor Diskriminierungen seitens der Behörden. Die Verabschiedung des LADG kann somit als ein „Etappensieg im Rahmen der Antidiskriminierungsarbeit“ verstanden werden.
Kritische Stimmen befürchteten in Folge der Einführung des LADG eine Klagewelle, weshalb einzelne Bundesländer sowie das Bundesinnenministerium zwischenzeitlich ankündigten, zukünftig keine Polizei mehr zu Unterstützungseinsätzen nach Berlin zu entsenden.
In der Kritik stand überwiegend die im § 7 aufgeführte Vermutungsregelung, die besagt, dass bei glaubhafter Darlegung von Tatsachen, die das Vorliegen eines Verstoßes gegen § 2 oder § 6 überwiegend wahrscheinlich machen, es der öffentlichen Stelle obliegt, den Verstoß zu widerlegen. Die befürchtete Klagewelle ist bislang nicht eingetreten.